# Étienne d'Apt
Étienne, dit d'Apt ou encore d'Agde (en latin : Stephanus), mort le v. 1046-1047, est un évêque d'Apt de la première moitié du XIe siècle. Reconnu saint, il est célébré le 6 novembre. 

## Biographie

### Origines
La plupart des éléments de ce personnage sont connus par l'intermédiaire d'une Vita.
Étienne naît à Agde, en 975. Il est issu d'une famille noble (Parentum satis stemmate clarus). L'auteur de la Vie indique qu'il avait des prédispositions à la parole.

### Épiscopat
Selon la Vie, avant de monter sur le siège épiscopal d'Apt, il aurait parcouru les régions du bassin méditerranéen.
À 35 ans, le 16 décembre 1010, il est élu sur le siège d'Apt, succédant à Thierry (anciennement dit Teudéric). La tradition épiscopale — notamment le Gallia Christiana et la Gallia christiana novissima (GCN, 1899-1920) — plaçait un certain Ilbogus, mais non repris par l'historien Florian Mazel (2000, 2002).
Il est mentionné dans plusieurs chartes du Cartulaire de l'Église d'Apt. Il est invité par une bulle du pape Serge IV (1009-1012) à consacrer l'église de Correns,.
En 1022, il se rend en Espagne, où il participe à la consécration du monastère Santa Maria de Roses.
Il participe au concile de Narbonne, de 1031/32, présidé par Guifred de Cerdagne, archevêque de Narbonne.
Il consacre l'église de Saignon, vers 1032. Vers 1040, il participe à la consécration par le pape Benoît VIII de Saint-Victor de Marseille.
Au cours de son épiscopat, Étienne a le projet de se rendre en Terre sainte, mais en raison d'obstacles, il se limite à Rome. Sur la route du retour, il tombe malade et il est soigné par l'évêque de Voltera. À son retour, il souhaite faire construire une cathédrale, afin de répondre à « une vision divine ». Toutefois, avant d'entreprendre cette construction, il souhaite accomplir son vœu de faire le pèlerinage en Terre sainte.

### La construction d'une nouvelle cathédrale
Les ruines de la cathédrale d'Apt, dans le centre de la cité julienne, sont telles qu'Étienne renonce à la faire reconstruire sur place. Il choisit de faire édifier un nouvel édifice sur les vestiges d'une église paléochrétienne. Cette nouvelle cathédrale est édifiée au Bourg, à l'ouest de la ville et hors les murs.  
Étienne la consacre le 15 août 1038 et la place sous les vocables de saint Pierre, sainte Marie et saint Castor. Elle reste plus connue sous le nom de Sainte-Marie Nouvelle. L'actuelle place devant la sous-préfecture marque l'emplacement du cimetière attenant à cette cathédrale. Celle-ci sera démolie au XVIIIe siècle lors de la construction du palais épiscopal d'Apt, siège actuel de la sous-préfecture.
Les commentateurs du Cartulaire de l'Église d'Apt font remarquer que ce même 15 août 1038 meurt le roi Étienne de Hongrie dont le corps est inhumé en la basilique d'Albe royale (en) qu'il avait fait élever et dédier à la Vierge. Il sera canonisé tout comme Étienne.

### Mort et canonisation
L'évêque meurt, selon la tradition, le 8 des ides, le 6 novembre 1046. Le médiéviste Mazel (2000) donne vers 1046/1047.
Son corps est inhumé dans la cathédrale Sainte-Marie Nouvelle. Étienne d'Apt fut canonisé et devint ainsi le premier évêque d'Apt sanctifié dont l'existence soit connue avec certitude ; les Bollandistes ayant des réticences sur les vies de Castor, Auspice, Quentin et Sédard.  